# Giải bóng đá Hạng Nhất Quốc gia 2019
Giải bóng đá Hạng Nhất Quốc gia Việt Nam 2019 (Với tên đầy đủ: Giải bóng đá Hạng Nhất Quốc gia LS 2019 hay tên tiếng Anh: LS V.League 2 – 2019) là mùa giải lần thứ 25 của V.League 2. Mùa giải bắt đầu vào ngày 5 tháng 4 năm 2019 và kết thúc ngày 5 tháng 10 năm 2019 với sự tham dự của 12 đội bóng.

## Thay đổi trước mùa giải

### Thay đổi đội bóng
| Xuống hạng từ V.League 1 - 2018 - XSKT Cần Thơ Thăng hạng từ Hạng nhì 2018 - An Giang - Phố Hiến - Phù Đổng | Thăng hạng V.League 1 - 2019 - Viettel Xuống hạng đến Hạng nhì 2019 - Công An Nhân Dân |

### Thay đổi điều lệ
Theo thể thức thi đấu hiện tại, đội có thứ hạng cao nhất được thăng hạng, chuyển lên thi đấu tại V-League 1 2020; đội có thứ hạng thứ nhì trong bảng xếp hạng sẽ thì đấu trận play-off với câu lạc bộ xếp thứ 13 (áp chót) tại V-League 1 2019 để xác định đội nào sẽ tham dự V-League 1 2020; đội có thứ hạng cuối cùng trong bảng xếp hạng sẽ phải xuống chơi tại Hạng nhì Quốc gia 2020.

### Thay đổi tên CLB
Từ tháng 11 năm 2018, Câu lạc bộ Bóng đá Hà Nội B chính thức đổi tên thành Hồng Lĩnh Hà Tĩnh FC.

## Các đội tham dự

### Các sân vận động và địa điểm
| Đội bóng          | Địa điểm      | Sân vận động                  | Sức chứa |
| ----------------- | ------------- | ----------------------------- | -------- |
| An Giang          | An Giang      | Sân vận động An Giang         | 15.200   |
| Bình Phước        | Đồng Xoài     | Sân vận động Bình Phước       | 10.000   |
| Đắk Lắk           | Buôn Ma Thuột | Sân vận động Buôn Ma Thuột    | 25.000   |
| Đồng Tháp         | Cao Lãnh      | Sân vận động Cao Lãnh         | 23.000   |
| Huế               | Huế           | Sân vận động Tự Do            | 25.000   |
| Fico Tây Ninh     | Tây Ninh      | Sân vận động Tây Ninh         | 15.500   |
| Long An           | Long An       | Sân vận động Long An          | 19.975   |
| Phố Hiến          | Hưng Yên      | Sân vận động PVF              | 4.600    |
| Hồng Lĩnh Hà Tĩnh | Hà Tĩnh       | Sân vận động Hà Tĩnh          | 20.000   |
| Hồng Lĩnh Hà Tĩnh | Nghệ An       | Sân vận động Vinh             | 18.000   |
| Cần Thơ           | Cần Thơ       | Sân vận động Cần Thơ          | 30.000   |
| Bình Định         | Bình Định     | Sân vận động Quy Nhơn         | 25.000   |
| Phù Đổng          | Hà Nội        | Sân vận động Quốc gia Mỹ Đình | 40.180   |
| Phù Đổng          | Hà Nội        | Sân vận động Thanh Trì        | 4.000    |

### Thành viên và nhà tài trợ
| Đội bóng          | Huấn luyện viên          | Đội trưởng        | Nhà sản xuất áo đấu | Nhà tài trợ chính                            |
| ----------------- | ------------------------ | ----------------- | ------------------- | -------------------------------------------- |
| An Giang          | Trịnh Văn Hậu            | Trần Trọng Hiếu   |                     |                                              |
| Bình Định         | Phan Tôn Quyền           | Lê Anh Thuận      |                     |                                              |
| Bình Phước        | Lê Thanh Xuân            | Nguyễn Vũ Phong   |                     |                                              |
| Đắk Lắk           | Trương Minh Tiến         | Ngô Văn Nhựt      |                     |                                              |
| Đồng Tháp         | Trần Công Minh           | Nguyễn Quý Sửu    | Grand Sport         | XSKT Đồng Tháp, Happy Food, Đại Học Văn Hiến |
| Hồng Lĩnh Hà Tĩnh | Phạm Minh Đức            | Trần Đức Trung    |                     |                                              |
| Huế               | Phan Văn Trí             | Trần Khoa Nhật    | Adidas              |                                              |
| Long An           | Ngô Quang Sang           | Nguyễn Tài Lộc    |                     | Cảng Long An, Dong Tam Group                 |
| Phố Hiến          | Hứa Hiền Vinh            | Lê Ngọc Bảo       | Grand Sport         | Tân Á Đại Thành                              |
| Phù Đổng          | Lê Đức Tuấn              | Vũ Thanh Tùng     | UGETHER             | Mitsubishi Motors                            |
| XM Fico Tây Ninh  | Nguyễn Hoàng Huân Chương | Trương Đình Luật  |                     | Xi măng Fico                                 |
| XSKT Cần Thơ      | Nguyễn Thanh Danh        | Nguyễn Thanh Hiền | KeepDri             | XSKT Cần Thơ                                 |

## Bảng xếp hạng
Tính đến ngày 5 tháng 10 năm 2019
Dưới đây là bảng xếp hạng thành tích chung cuộc của các đội bóng tại Giải bóng đá Hạng nhất Quốc gia 2019.
| VT | Đội                      | ST | T  | H  | B  | BT | BB | HS  | Đ  | Thăng hạng hoặc xuống hạng          |
| -- | ------------------------ | -- | -- | -- | -- | -- | -- | --- | -- | ----------------------------------- |
| 1  | Hồng Lĩnh Hà Tĩnh (C, P) | 22 | 17 | 2  | 3  | 50 | 15 | +35 | 53 | Thăng hạng lên V.League 1 2020      |
| 2  | Phố Hiến (Q)             | 22 | 11 | 7  | 4  | 37 | 22 | +15 | 40 | Play-off thăng hạng V.League 1 2020 |
| 3  | Bình Phước               | 22 | 11 | 4  | 7  | 33 | 25 | +8  | 37 |                                     |
| 4  | An Giang                 | 22 | 9  | 6  | 7  | 32 | 27 | +5  | 33 |                                     |
| 5  | Long An                  | 22 | 9  | 5  | 8  | 30 | 31 | −1  | 32 |                                     |
| 6  | Huế                      | 22 | 9  | 2  | 11 | 33 | 36 | −3  | 29 |                                     |
| 7  | XM Fico Tây Ninh         | 22 | 8  | 4  | 10 | 32 | 33 | −1  | 28 |                                     |
| 8  | Đắk Lắk                  | 22 | 8  | 4  | 10 | 28 | 31 | −3  | 28 |                                     |
| 9  | Đồng Tháp                | 22 | 5  | 8  | 9  | 26 | 32 | −6  | 23 |                                     |
| 10 | XSKT Cần Thơ             | 22 | 4  | 10 | 8  | 17 | 33 | −16 | 22 |                                     |
| 11 | Bình Định                | 22 | 5  | 6  | 11 | 18 | 37 | −19 | 21 |                                     |
| 12 | Phù Đổng (R)             | 22 | 5  | 4  | 13 | 22 | 36 | −14 | 19 | Xuống hạng Hạng nhì quốc gia 2020   |

## Playoff

#### Phương thức thi đấu
Đội xếp thứ 13 tại V.League 1 2019 sẽ thi đấu với đội xếp thứ 2 tại V.League 2 2019. Sân thi đấu do BTC lựa chọn là sân vận động Vinh (Nghệ An). Trong trường hợp hòa sau 90 phút thi đấu chính thức, 2 đội sẽ đá loạt sút luân lưu 11m để xác định kết quả chung cuộc (không có hiệp phụ).

#### Kết quả
| Thanh Hóa          | 1–0      | Phố Hiến |
| ------------------ | -------- | -------- |
| - Lê Văn Thắng 54' | Chi tiết |          |

## Kết quả
| Nhà \ Khách[1]    | AGI | BDI | BPC | DLK | DTP | FTN | HUE | HLHT | LAN | PHI | PDO | CTH |
| An Giang          |     | 2–0 | 4–2 | 1–1 | 1–0 | 0–0 | 4–0 | 0–2  | 3–0 | 0–1 | 1–2 | 1–1 |
| Bình Định         | 0–1 |     | 0–2 | 2–1 | 2–2 | 2–2 | 3–2 | 0–3  | 0–2 | 0–4 | 0–0 | 3–0 |
| Bình Phước        | 1–0 | 3–0 |     | 0–0 | 2–1 | 4–1 | 4–3 | 1–4  | 3–0 | 1–2 | 4–3 | 3–1 |
| Đắk Lắk           | 1–2 | 1–1 | 2–0 |     | 2–0 | 4–2 | 2–0 | 0–2  | 1–0 | 1–2 | 2–1 | 2–0 |
| Đồng Tháp         | 4–2 | 0–0 | 1–1 | 3–1 |     | 2–1 | 0–2 | 2–4  | 2–0 | 1–1 | 2–2 | 1–1 |
| Fico Tây Ninh     | 3–1 | 1–2 | 0–1 | 3–1 | 1–1 |     | 3–0 | 0–1  | 1–1 | 2–0 | 2–1 | 3–1 |
| Huế               | 5–0 | 2–0 | 0–1 | 2–0 | 1–0 | 4–3 |     | 2–1  | 4–0 | 0–4 | 2–0 | 0–0 |
| Hồng Lĩnh Hà Tĩnh | 0–1 | 3–0 | 0–0 | 3–1 | 3–0 | 1–0 | 2–1 |      | 2–1 | 3–3 | 3–0 | 2–0 |
| Long An           | 1–1 | 2–1 | 1–0 | 3–2 | 2–1 | 3–0 | 5–1 | 2–1  |     | 3–2 | 1–1 | 0–1 |
| Phố Hiến          | 2–2 | 4–1 | 1–0 | 2–0 | 1–0 | 0–1 | 0–0 | 1–4  | 1–1 |     | 2–0 | 1–1 |
| Phù Đổng          | 1–1 | 0–1 | 1–0 | 1–2 | 0–1 | 1–2 | 2–1 | 0–2  | 2–1 | 1–3 |     | 2–0 |
| XSKT Cần Thơ      | 0–4 | 0–0 | 0–0 | 1–1 | 2–2 | 2–1 | 2–1 | 0–4  | 1–1 | 0–0 | 3–1 |     |

Cập nhật lần cuối: ngày 22 tháng 9 năm 2019.
Nguồn: vpf.vn
1 ^ Đội chủ nhà được liệt kê ở cột bên tay trái.
Màu sắc: Xanh = Chủ nhà thắng; Vàng = Hòa; Đỏ = Đội khách thắng.

## Vị trí xếp hạng qua các vòng đấu
| Đội ╲ Vòng        | 1        | 2  | 3  | 4  | 5  | 6  | 7  | 8  | 9  | 10 | 11 | 12 | 13 | 14 | 15 | 16 | 17 | 18 | 19 | 20 | 21 | 22 |   |
| ----------------- | -------- | -- | -- | -- | -- | -- | -- | -- | -- | -- | -- | -- | -- | -- | -- | -- | -- | -- | -- | -- | -- | -- | - |
| Đội ╲ Vòng        | An Giang | 6  | 3  | 1  | 3  | 2  | 2  | 3  | 4  | 5  | 7  | 5  | 4  | 4  | 4  | 4  | 4  | 4  | 4  | 4  | 5  | 5  | 4 |
| Bình Định         | 5        | 7  | 9  | 10 | 9  | 11 | 11 | 11 | 11 | 8  | 11 | 11 | 11 | 11 | 11 | 11 | 11 | 11 | 11 | 11 | 11 | 11 |   |
| Bình Phước        | 11       | 5  | 4  | 2  | 1  | 1  | 1  | 1  | 2  | 2  | 3  | 3  | 3  | 3  | 2  | 3  | 3  | 3  | 3  | 3  | 3  | 3  |   |
| Đắk Lắk           | 10       | 11 | 12 | 9  | 11 | 9  | 10 | 10 | 8  | 9  | 8  | 7  | 6  | 7  | 6  | 7  | 8  | 8  | 8  | 8  | 8  | 8  |   |
| Đồng Tháp         | 4        | 4  | 2  | 1  | 4  | 5  | 7  | 5  | 6  | 4  | 4  | 5  | 5  | 5  | 7  | 8  | 9  | 9  | 10 | 9  | 9  | 9  |   |
| Hồng Lĩnh Hà Tĩnh | 2        | 2  | 5  | 5  | 3  | 3  | 2  | 2  | 1  | 1  | 1  | 1  | 1  | 1  | 1  | 1  | 1  | 1  | 1  | 1  | 1  | 1  |   |
| Huế               | 8        | 10 | 11 | 12 | 10 | 8  | 5  | 6  | 4  | 6  | 7  | 6  | 7  | 6  | 5  | 6  | 6  | 6  | 6  | 6  | 6  | 6  |   |
| Long An           | 1        | 6  | 6  | 7  | 8  | 7  | 9  | 9  | 7  | 5  | 6  | 8  | 8  | 8  | 8  | 5  | 5  | 5  | 5  | 4  | 4  | 5  |   |
| Phố Hiến          | 3        | 1  | 3  | 4  | 5  | 6  | 4  | 3  | 3  | 3  | 2  | 2  | 2  | 2  | 3  | 2  | 2  | 2  | 2  | 2  | 2  | 2  |   |
| Phù Đổng          | 7        | 9  | 10 | 11 | 12 | 12 | 12 | 12 | 12 | 12 | 12 | 12 | 12 | 12 | 12 | 12 | 12 | 12 | 12 | 12 | 12 | 12 |   |
| XM Fico Tây Ninh  | 12       | 12 | 7  | 8  | 6  | 4  | 6  | 7  | 9  | 10 | 9  | 10 | 9  | 9  | 10 | 9  | 7  | 7  | 7  | 7  | 7  | 7  |   |
| XSKT Cần Thơ      | 9        | 8  | 8  | 6  | 7  | 10 | 8  | 8  | 10 | 11 | 10 | 10 | 10 | 10 | 9  | 10 | 10 | 10 | 9  | 10 | 10 | 10 |   |

## Tiến trình mùa giải
| Đội ╲ Vòng        | 1        | 2 | 3 | 4 | 5 | 6 | 7 | 8 | 9 | 10 | 11 | 12 | 13 | 14 | 15 | 16 | 17 | 18 | 19 | 20 | 21 | 22 |   |
| ----------------- | -------- | - | - | - | - | - | - | - | - | -- | -- | -- | -- | -- | -- | -- | -- | -- | -- | -- | -- | -- | - |
| Đội ╲ Vòng        | An Giang | D | W | W | D | W | D | D | L | L  | L  | W  | W  | W  | W  | L  | W  | L  | D  | D  | L  | L  | W |
| Bình Định         | D        | D | L | L | W | L | L | L | W | W  | L  | L  | D  | D  | L  | W  | L  | D  | W  | D  | L  | L  |   |
| Bình Phước        | L        | W | W | W | W | D | W | W | L | W  | L  | W  | D  | D  | W  | L  | L  | D  | L  | L  | W  | W  |   |
| Đắk Lắk           | L        | L | L | W | L | W | D | L | W | L  | W  | W  | D  | L  | W  | L  | D  | D  | L  | W  | L  | W  |   |
| Đồng Tháp         | D        | W | W | W | L | L | L | W | L | W  | D  | L  | D  | L  | D  | L  | L  | D  | D  | D  | L  | D  |   |
| XM Fico Tây Ninh  | L        | L | W | D | W | W | L | L | L | L  | W  | L  | D  | D  | L  | W  | W  | W  | D  | L  | W  | L  |   |
| Huế               | D        | L | L | L | W | W | W | L | W | L  | L  | W  | L  | D  | W  | L  | W  | L  | W  | L  | W  | L  |   |
| Hồng Lĩnh Hà Tĩnh | W        | W | L | D | W | D | W | W | W | W  | W  | L  | W  | W  | W  | W  | W  | W  | L  | W  | W  | W  |   |
| Long An           | W        | L | W | L | L | W | L | D | D | W  | D  | L  | L  | D  | W  | W  | W  | W  | D  | L  | W  | L  |   |
| Phố Hiến          | W        | W | D | D | L | D | W | W | W | W  | D  | W  | D  | D  | L  | W  | W  | L  | W  | W  | L  | D  |   |
| Phù Đổng          | D        | L | L | L | L | L | L | W | D | L  | L  | L  | W  | D  | L  | L  | L  | L  | W  | W  | L  | D  |   |
| XSKT Cần Thơ      | D        | D | D | W | L | L | W | D | L | L  | D  | W  | L  | D  | D  | L  | D  | D  | L  | W  | L  | D  |   |

## Thống kê mùa giải
Tính đến 5 tháng 10, 2019.

### Số khán giả
| Vòng      | Tổng cộng | Số trận | Trung bình |
| --------- | --------- | ------- | ---------- |
| Vòng 1    | 12,500    | 6       | 2,083      |
| Vòng 2    | 12,000    | 6       | 2,000      |
| Vòng 3    | 12,000    | 6       | 2,000      |
| Vòng 4    | 9,200     | 6       | 1,533      |
| Vòng 5    | 10,600    | 6       | 1,767      |
| Vòng 6    | 9,100     | 6       | 1,516      |
| Vòng 7    | 7,500     | 6       | 1,250      |
| Vòng 8    | 22,200    | 6       | 3,700      |
| Vòng 9    | 10,900    | 6       | 1,817      |
| Vòng 10   | 9,000     | 6       | 1,500      |
| Vòng 11   | 11,700    | 6       | 1,950      |
| Vòng 12   | 19,000    | 6       | 3,166      |
| Vòng 13   | 9,100     | 6       | 1,516      |
| Vòng 14   | 13,700    | 6       | 2,283      |
| Vòng 15   | 21,700    | 6       | 3,616      |
| Vòng 16   | 9,300     | 6       | 1,550      |
| Vòng 17   | 10,400    | 6       | 1,733      |
| Vòng 18   | 13,000    | 6       | 2,167      |
| Vòng 19   | 16,000    | 6       | 2,667      |
| Vòng 20   | 13,300    | 6       | 2,217      |
| Vòng 21   | 9,500     | 6       | 1,583      |
| Vòng 22   | 11,000    | 6       | 1,833      |
| Tổng cộng | 252,200   | 132     | 1,911      |

### Tốp ghi bàn
| Xếp hạng | Cầu thủ           | Câu lạc bộ        | Số bàn thắng |
| -------- | ----------------- | ----------------- | ------------ |
| 1        | Nguyễn Xuân Nam   | Phố Hiến          | 14           |
| 2        | Huỳnh Tấn Tài     | Long An           | 13           |
| 3        | Phạm Tuấn Hải     | Hồng Lĩnh Hà Tĩnh | 12           |
| 4        | Ngô Hồng Phước    | An Giang          | 9            |
| 4        | Lâm Thuận         | Bình Phước        | 9            |
| 5        | Nguyễn Công Thành | Đồng Tháp         | 8            |
| 5        | Trần Danh Trung   | Huế               | 8            |
| 6        | Nguyễn Hữu Thắng  | Huế               | 7            |
| 6        | Y Thăng Êban      | Đắk Lắk           | 7            |
| 6        | Nguyễn Thiện Chí  | Đồng Tháp         | 7            |
| 6        | Lê Quyền Huy Tín  | Bình Phước        | 7            |
| 6        | Trần Đức Nam      | Hồng Lĩnh Hà Tĩnh | 7            |

### Lập Hattrick
| Cầu thủ       | Đội     | Đội đối thủ | Kết quả | Sân thi đấu | Ngày                |
| ------------- | ------- | ----------- | ------- | ----------- | ------------------- |
| Huỳnh Tấn Tài | Long An | Bóng đá Huế | 5–1     | Long An     | 18 tháng 8 năm 2019 |

### Giữ sạch lưới
| Xếp hạng | Cầu thủ           | Câu lạc bộ        | Số trận giữ sạch lưới |
| -------- | ----------------- | ----------------- | --------------------- |
| 1        | Dương Quang Tuấn  | Hồng Lĩnh Hà Tĩnh | 12                    |
| 2        | Huỳnh Văn Gần     | Bình Phước        | 9                     |
| 2        | Huỳnh Hữu Tuấn    | Phố Hiến          | 9                     |
| 2        | Nguyễn Tiến Tạo   | Huế               | 9                     |
| 3        | Đặng Ngọc Tuấn    | An Giang          | 8                     |
| 4        | Ngô Văn Nhựt      | Đắk Lắk           | 6                     |
| 5        | Võ Doãn Thục Kha  | Bình Định         | 5                     |
| 5        | Nguyễn Minh Nhựt  | XSKT Cần Thơ      | 5                     |
| 6        | Trần Minh Toàn    | XM Fico Tây Ninh  | 4                     |
| 7        | Lê Quang Đại      | Phù Đổng          | 3                     |
| 7        | Nguyễn Hoàng Việt | Long An           | 3                     |
| 7        | Đoàn Thanh Nhã    | Đồng Tháp         | 3                     |